# Óscar Omar Ayala
Óscar Omar Ayala (Nueva Italia, 14 marzo 1980) è un ex calciatore paraguaiano, di ruolo difensore.

## Carriera
Cresciuto in patria e messosi in luce al Torneo di Viareggio del 1999 con gli statunitensi del Miami, nella stagione 2000-2001 ha giocato una partita in Serie A con la maglia del Bari.
Dopo le brevi esperienze in C con Teramo e Cavese, rientra in Paraguay.